# Franz Fischer (Politiker, 1887)
Franz Fischer (* 1. November 1887 in Wilten; † 14. April 1943 in Innsbruck) war ein österreichischer Politiker und von 1929 bis 1938 Bürgermeister von Innsbruck.

## Leben
Franz Fischer, Sohn eines Wiltener Devotionaliengroßhändlers, besuchte das Gymnasium in Innsbruck, Rovereto und Feldkirch. Nach der Schulzeit trat er 1904 in die väterliche Firma ein. Während des Ersten Weltkriegs diente er zunächst von 1914 bis 1916 in der k.u.k. Armee. Anschließend war er Kurier bei der k.u.k. Gesandtschaft in Bern. Nach Kriegsende wurde er zusammen mit seinem jüngeren Bruder Ernst Fischer Eigentümer der väterlichen Firma.
Als Mitglied der christlichsozialen Tiroler Volkspartei gehörte er von 1919 bis 1934 dem Innsbrucker Gemeinderat an. 1923 wurde er zum Vizebürgermeister und 1929 als Nachfolger Anton Eders zum Bürgermeister von Innsbruck gewählt. 1933 wurde er als Bürgermeister wiedergewählt. Um einen nationalsozialistischen Bürgermeister oder einen von der Regierung eingesetzten Kommissär zu verhindern, stimmten sogar einige sozialdemokratische Abgeordnete für Fischer, was angesichts der damaligen politischen Lage außergewöhnlich war. Mit dem Ständestaat und dem Ende der demokratischen Verfassung war er ab 1934 ein von der Landesregierung eingesetzter „Regierungskommissär“. 1935 wurde er vom Innsbrucker „Gemeindetag“ wiederum zum Bürgermeister gewählt.
Von 1921 bis 1934 gehörte er über drei Wahlperioden dem Tiroler Landtag an. In der Tiroler Heimatwehr wurde er 1921 Landesschatzmeister und 1927 zweiter Landesführerstellvertreter. Er war Präsident der Tiroler Wasserkraftwerke AG, der erste Präsident der Innsbrucker Messe AG und von 1932 bis 1935 Vorstandsstellvertreter der Sparkasse Innsbruck. Während der Zeit des autoritären Ständestaats gehörte er als gewählter Vertreter der Selbständigen im Handel dem Bundeswirtschaftsrat sowie als einer von 20 Abgeordneten des Bundeswirtschaftsrats dem Bundestag an.
Mit dem „Anschluss Österreichs“ wurde er am 12. März 1938 durch Egon Denz als Innsbrucker Bürgermeister abgelöst, ohne Pensionsansprüche entlassen und verlor seine übrigen politischen Ämter. 1940 wurde er aus Tirol ausgewiesen und lebte seitdem in Salzburg.
Trotz der wirtschaftlich schwierigen Lage in der Zwischenkriegszeit konnte Fischer in seiner Amtszeit als Vizebürgermeister und Bürgermeister die Infrastruktur der Stadt weiterentwickeln. Es entstanden unter anderem der Flughafen in der Reichenau, die Nordkettenbahn, die Bergiselschanze, die Universitätsbrücke, zwei Sillbrücken und die Hauptschule Pradl. Besonders setzte er sich für die Linderung der Wohnungsnot ein und erwirkte staatliche Unterstützung für den Bau der Lohbachsiedlung und der Siedlungen am Sieglanger.

## Auszeichnungen
- Ehrenmitglied der KÖHV Leopoldina Innsbruck, 1922
- Ehrenmitglied der AV Vindelicia Innsbruck, 1931
- Benennung der Franz-Fischer-Straße in Innsbruck-Wilten, 1963[2]
- Ehrengrab auf dem Innsbrucker Westfriedhof[3]